# DN19D
De DN19D (Drum Național 19D of Nationale weg 19D) is een weg in Roemenië. Hij loopt van Săcueni naar de Hongaarse grens. De weg is 10 kilometer lang.